# عمى ربعي
عمى ربعي (بالإنجليزي: quadrant anopia) يقصد به فقد ربع المجال البصري –مجال الرؤية- ويمكن أن يترافق مع الإصابة بالتشعع البصري .
'أنواعه:'
•	فقد الرؤية العلوية : عند وجود خلل في عروة ماير
•	فقد الرؤية السفلية : عند وجود خلل في المسار الجداري